# ر. أ. ب. مينورز
ر. أ. ب. مينورز (بالإنجليزية: R. A. B. Mynors) (و. 1903 – 1989 م) هو عالم لغوي كلاسيكي، وأستاذ جامعي، وباحث في تاريخ العصور الكلاسيكية، وعالم لاتينيات بريطاني، ولد في ويلتشاير، كان عضوًا في الأكاديمية البافارية للعلوم والعلوم الإنسانية، والأكاديمية البريطانية، والأكاديمية الأمريكية للفنون والعلوم، توفي في هيرفوردشير، عن عمر يناهز 86 عاماً ، بسبب حادث مرور.

## التعليم
تعلم في كلية باليول بجامعة أوكسفورد، وتعلم في كلية إيتون، وتعلم في Summer Fields School ‏
.

## جوائز
حصل على جوائز منها:
- زميل الأكاديمية البريطانية
- لقب فارس